# Dzorastan
Dzorastan (in armeno Մարալիկ; precedentemente Khlatag/Akhtakhana) è un comune di 61 abitanti (2010) della Provincia di Syunik in Armenia.